# Operace Osoaviachim
Operace Osoaviachim byla tajná sovětská operace, v jejímž rámci bylo více než 2 500 bývalých nacistických německých specialistů (vědců, inženýrů a techniků, kteří pracovali v několika oblastech) ze společností a institucí relevantních pro vojenskou a hospodářskou politiku v sovětské okupační zóně Německa (SBZ) a Berlíně, stejně jako asi 4000 dalších rodinných příslušníků (celkem více než 6000 lidí) transportováno z území bývalého nacistického Německa jako válečné reparace do Sovětského svazu. Stalo se tak v časných ranních hodinách 22. října 1946, kdy MVD (Ministerstvo pro vnitřní záležitosti, dříve NKVD) a jednotky sovětské armády pod vedením sovětské vojenské správy v Německu (SMAD) v čele s Ivanem Serovem shromáždily německé vědce a přepravily je po železnici do SSSR.
Přesunuto bylo také mnoho souvisejícího vybavení. Cílem bylo doslova transplantovat výzkumná a výrobní centra, jako raketové centrum V-2 v Mittelwerku, z Německa do Sovětského svazu a shromáždit co nejvíce materiálu z testovacích center, jako bylo např. ústřední vojenské letecké zkušební středisko Luftwaffe v Erprobungstelle Rechlin, obsazené Rudou armádou 2. května 1945.
Kódové jméno Osoaviachim je zkratkou tehdejší velké sovětské organizace OSOAVIAChIM (rusky Осоавиахим), která rekrutovala civilisty pro Rudou armádu během druhé světové války (později přeměněna na DOSAAF), která byla mylně použita jako „Aktion Ossawakim“ poprvé 23. října 1946 rozhasovou stanicí Deutsche Nachrichtenagentur (DENA) americké okupační moci a upravena Ústřední zpravodajskou skupinou (CIG), předchůdkyní CIA, jako operace Osoaviachim. Další předchůdce CIA, Úřad pro strategické služby (OSS), poprvé použil termín operace Ossavakim 13. ledna 1947. Použití kódového jména se v sovětských archivech neztotožňuje.
Kampaň Osoaviachim sloužila k zajištění transferu know-how a v Rusku je popisována jako „zahraniční specialisté v SSSR“ (Иностранные специалисты в СССР). V některých případech byly přemístěny i rodiny postižených a jejich nábytek. Ve většině případů léta v Sovětském svazu proběhla bez pracovních smluv a legitimací osobními doklady.
I když byla rozsahem mnohem větší, měla určité paralely s dřívějšími spojeneckými operacemi, jako byly Alsos, Paperclip a ruský Alsos, které násilně přesouvaly vojenské specialisty mezi německými okupačními zónami nebo je unášely do Spojeného království, USA nebo Sovětského svazu.